# Andrew Douglas
Andrew Douglas (Southend-on-Sea, 10 augustus 1952) is een Britse fotograaf en filmregisseur.

## Carrière
Andrew Douglas groeide op in het Engelse Southend-on-Sea. Hij heeft twee broers, Graeme en Stuart Douglas. Hij studeerde aan de Polytechnic Colleges van Cardiff en Sunderland.
In de jaren 1970 verhuisde hij naar Londen, waar hij de assistent werd van de bekende Britse fotografen John Swannell en Antony Armstrong-Jones. Tot het werk van Douglas behoorden albumcovers van bands als The Jam (Setting Sons) en The Cure (Seventeen Seconds). In de jaren 1980 richtte hij met zijn jongere broer Stuart het fotolabel The Douglas Brothers op. De twee werden bekend met portretten van beroemdheden, die ze vaak met ouderwetse technieken en in sepiatinten fotografeerden. De broers maakten onder meer fotoportretten van Daniel Day-Lewis, Susan Sontag, Steven Soderbergh, Anish Kapoor, John Le Carré en Jeanette Winterson.
De broers maakten ook foto's voor reclamecampagnes. Begin jaren 1990 werden ze ook ingeschakeld om reclamespots en muziekvideo's te regisseren. Zo maakten ze onder meer reclamefilmpjes voor adidas en Pepe Jeans. Vanaf 1996 besloten de twee broers om elk een individuele carrière uit te bouwen.
Andrew Douglas verhuisde naar Los Angeles en ging aan de slag in de filmindustrie. Hij regisseerde onder meer de documentaire Searching For The Wrong-Eyed Jesus (2003) en de remake The Amityville Horror (2005).

## Filmografie
- Searching for the Wrong-Eyed Jesus (2003) (docu)
- The Amityville Horror (2005)
- U Want Me 2 Kill Him? (2013)